# María Luisa de Borbón y Vallabriga
María Luisa de Borbón y Vallabriga (teljes születési nevén spanyolul: María Luisa Fernanda Norberta; Velada, Spanyol Birodalom, 1783. június 6. – Madrid, Spanyol Birodalom, 1848. december 1.) a Bourbon-házból származó spanyol nemesasszony, Lajos Antal spanyol infáns és María Teresa de Vallabriga legfiatalabb leánya, aki Joaquín José de Melgarejo feleségeként San Fernando de Quiroga hercegnéje.

## Élete

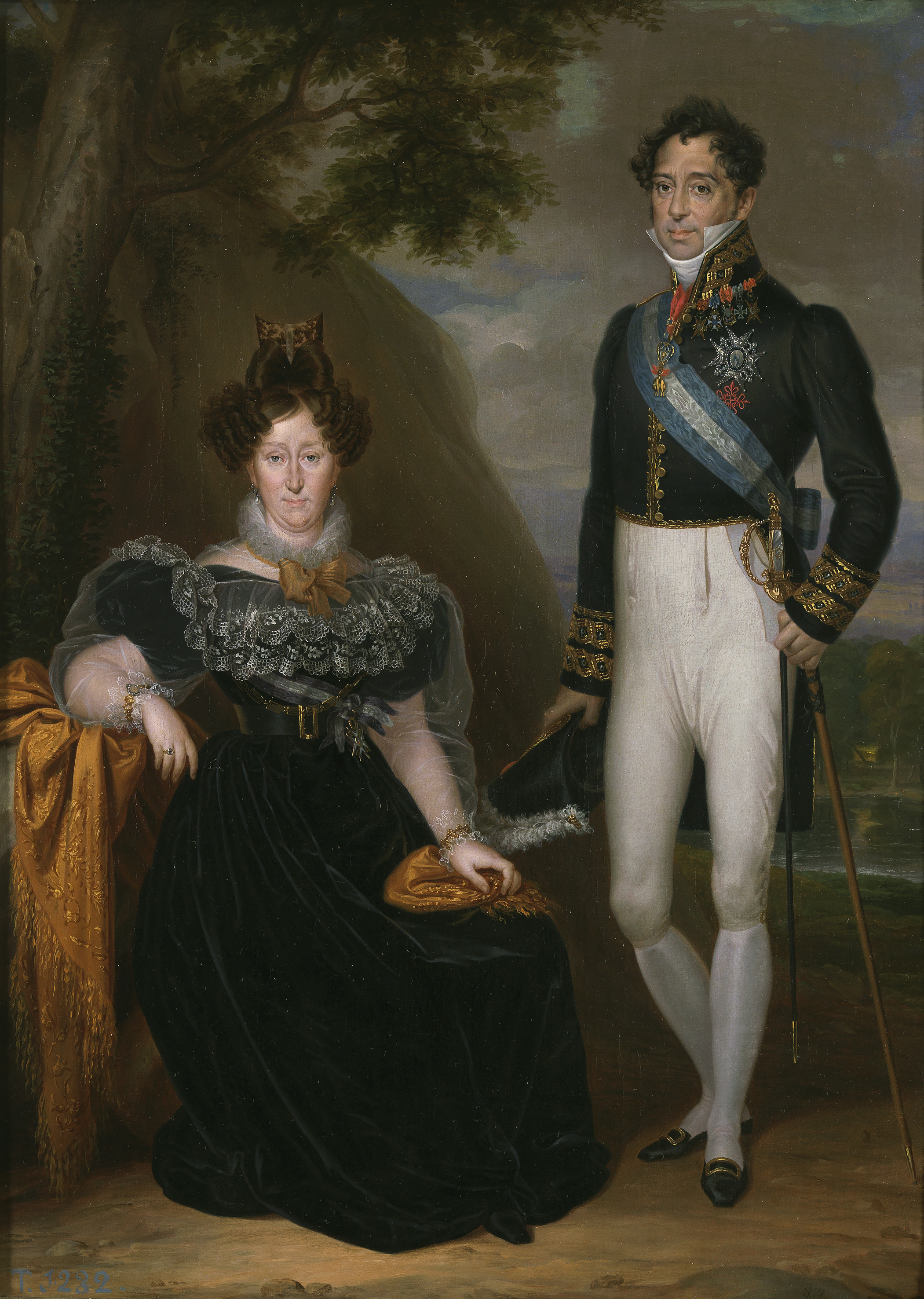
María Luisa hercegné és hitvese, Joaquín José de Melgarejo (Rafael Tegeo, 1832 körül)

María Luisa 1783. június 6-án született Veladában. Édesapja V. Fülöp spanyol király legkisebb fia, Lajos Antal, Chinchón grófja, míg édesanyja egy aragón arisztokrata, María Teresa de Vallabriga volt. Szülei morganatikus házasságából két idősebb testvére származott: Luis María, aki később többek között a toledói érseki címet is birtokolta és María Teresa, aki Manuel Godoy miniszter első felesége lett. A testvérek születésükkor csak édesanyjuk után a de Vallabriga nevet kapták, mert szülei rangon alulinak számító házasságuk kizárta őket a Bourbon-házból és a név használatától.
Édesapjuk 1785-ös halálát követően nagybátyjuk, III. Károly spanyol király utasítására Toledóba kényszerültek Francisco de Lorenzana érsek felügyelete és gondnoksága alá. María Luisa itt nevelkedett egészen 1799-ig, unokatestvérük, IV. Károly uralkodásáig. Nővére, María Teresa Godoy miniszterrel való házassága visszaadta a családnak a de Borbón név használatát, továbbá számos tisztséghez és méltósághoz jutottak. Sógora személyes közbenjárásának köszönhetően 1802-ben élethosszig tartó évi tízezer pesónyi járadékot is kapott.
Harminchárom éves korában, 1817. június 1-én, Madridban ment hozzá Joaquín José de Melgarejo, San Fernando de Quiroga hercegéhez. A herceg a király, VII. Ferdinánd bizalmasa és első minisztere volt. 1823-ban, miután az alkotmányos rendszert megbuktatták és visszaállították az abszolút monarchiát, María Luisa és férje Párizsba menekültek, tartva egy esetleges megtorlástól liberális nézeteik miatt. Franciaországi száműzetésükből csak 1834-ben, Mária Krisztina királyné kormányzósága idején tértek vissza. Hitvese, a herceg egy évvel visszatérésüket követően 1835-ben elhunyt.
Az özvegy María Luisa hercegné 1848. december 1-én, Madridban halt meg, tizenkét évvel túlélve hitvesét. Mivel házasságukból nem születtek gyermekek, így javaikat a hercegné unokahúgára, Carlota Luisa de Godoy y Borbónra hagyták. A San Fernando de Quiroga hercege cím pedig férje unokatestvérének fiára, Francisco Javier de Losada y Melgarejóra szállt.

## Kitüntetések
- Mária Lujza Királyné Nemesi Hölgyek rendjének keresztje

## Forrás
- María Luisa Fernanda de Borbón y Vallabriga